# Atholus americanus
Atholus americanus är en skalbaggsart som först beskrevs av Gustaf von Paykull 1811.  Atholus americanus ingår i släktet Atholus och familjen stumpbaggar. Inga underarter finns listade i Catalogue of Life.